# Fresno de la Carballeda
Fresno de la Carballeda (en carballés Fresnu de La Carbayeda) es una localidad española del municipio de Mombuey, en la provincia de Zamora, comunidad autónoma de Castilla y León.

## Ubicación
Está situado a unos 28 km de Puebla de Sanabria.

## Historia

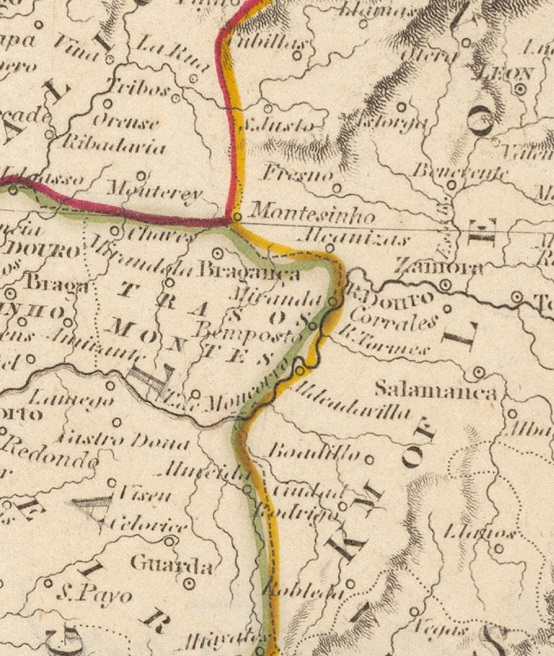
Detalle del área de confluencia de los reinos de León, Portugal y Galicia en el mapa 'Spain and Portugal', realizado en 1819 por Smith, en el que se puede observar Fresno de la Carballeda.

La existencia del castro del Buracote, fechado en la Edad del Hierro, así como la denominada «Cama de los Moros», monumento funerario esculpido en una peña granítica de origen desconocido, muestran la existencia de poblamiento humano en los alrededores de Fresno desde época prerromana.
En la Edad Media, Fresno quedó integrado en el Reino de León, cuyos monarcas acometieron la repoblación del oeste zamorano. En esta época fue erigida la iglesia de San Bartolomé, de estilo románico.
Durante la Edad Moderna, estuvo integrado en el partido de Mombuey de la provincia de Zamora, tal y como reflejaba en 1773 Tomás López en Mapa de la Provincia de Zamora. Así, al reestructurarse las provincias y crearse las actuales en 1833, Fresno de la Carballeda se mantuvo en la provincia zamorana, dentro de la Región Leonesa, integrándose en 1834 en el partido judicial de Puebla de Sanabria.
En torno a 1850, el antiguo municipio de Fresno se integró en el de Valparaíso, pasando al de Mombuey en 1970, al desaparecer como municipio Valparaíso.

## Patrimonio
Posee una iglesia de estilo románico tardío dedicada a San Bartolomé, en cuyo honor se celebra una multitudinaria fiesta a finales de agosto, situada al sureste del pueblo, y que se encuentra acompañada de una plazoleta decorada recientemente con cuatro faroles negros y una fuente. La fuente del pueblo que recibe el nombre de «La Picota», está situada prácticamente en el centro del pueblo. La plaza, centro neurálgico de la localidad, con frecuentes reuniones de sus moradores, y en la que antiguamente en esta plaza había un charca en su parte central, dado que se situaba en la parte más baja de su casco urbano.
Dentro de su término municipal se encuentra el castro denominado «El Buracote», probablemente de origen astur, que se encuentra rodeado de barreras de piedras hincadas que pudieron ser utilizadas para la defensa del poblado. También destaca la denominada «Cama de los Moros», monumento funerario esculpido en una peña granítica de origen desconocido.

### Castro del Buracote
El castro del Buracote, fechado en la Edad del Hierro, se ha visto afectado en gran medida por el embalse de Valparaíso. La elevación montuosa que lo comprende emerge sobre las aguas del embalse con forma peninsular unida a la orilla norte por el antiguo camino.
En la parte más afectada por el embalse se encuentran los últimos restos de muralla que a simple vista alcanzaría los 3 metros de altura, hoy prácticamente sepultados por la tierra. A sus pies divisamos lo que parece ser un foso de unos 7 metros de ancho, colmatado casi en su totalidad.
La verdadera joya de este castro son los campos de lajas hincadas (piedras fincadas) que llegan a alcanzar los 35 metros de anchura y recrean un ambiente místico. Aparentemente todo el castro estaría rodeado de estas formas, cuya misión se adjudica a la defensa contra los ataques de la caballería. En la actualidad y aunque están cubiertos por la espesura, aun son visibles en las cercanías del camino.
Apenas se han encontrado restos, salvo unos trozos de cerámicas de superficie en unas prospecciones realizadas allá por los años 80, tarea dificultada por la maleza. Aun así y aunque el camino de acceso sea pasto de las escobas merece la pena visitarlo.

## Paisaje
Esta localidad, como otras de la zona, es un lugar ideal para el esparcimiento. Su privilegiada localización geográfica, que lo sitúa entre los Montes de León (apenas 30 km lo separan del Lago de Sanabria) y la Sierra de la Culebra (la mayor reserva de lobos de Europa), permite disfrutar de un clima sin los extremos típicos de la meseta castellana, una extensa y variada flora y fauna y una hermosa colección de valles, colinas y accidentes fluviales. Semejantes atractivos provocan la masiva llegada de familiares y amigos de los pobladores originales durante el período estival, meses en los que el número de vecinos puede llegar a multiplicarse varias veces.
Posee varios enclaves de especial atractivo, entre como la denominada «Roca de la Era», situada a la derecha de la entrada del pueblo, por las noches despejadas de verano es un lugar idóneo para contemplar las estrellas. Al margen de sus enclaves con encanto, se puede disfrutar de algunas zonas de baño de su río. Estas son uno de los lugares más visitados durante la época estival, quizá por su cercanía y la belleza de su valle, al cual se accede por un camino que se encuentra en la parte posterior de la iglesia. En el río es frecuente la presencia de numerosos aficionados a la pesca.

## Evolución demográfica
| Gráfica de evolución demográfica de Fresno de la Carballeda entre 2000 y 2024 |
|                                                                               |